# La Dame en noir (film, 2012)
Pour les articles homonymes, voir La Dame en noir.
Série
La Dame en noir 2 : L'Ange de la mort
(2014)
Pour plus de détails, voir Fiche technique et Distribution.
La Dame en noir (The Woman in Black) est un film d'horreur gothique britanno-canado-américano-suédois réalisé par James Watkins, sorti en 2012.
Il s'agit de la cinquième adaptation du roman The Woman in Black de Susan Hill après le théâtre, la télévision et la radio. Ce film a marqué le grand retour au box-office de la Hammer Films.
Une suite, La Dame en noir 2 : L'Ange de la mort  est sortie en janvier 2015.

## Synopsis
Au début du vingtième siècle, Arthur Kipps, un jeune clerc de notaire anglais, veuf et père d'un petit garçon, Joseph, est envoyé dans un village du nord-est de l'Angleterre pour régler la succession d'une cliente décédée, Alice Drablow. À peine arrivé, il doit faire face à l'hostilité des villageois, qui ne souhaitent qu'une chose : le voir repartir au plus vite. Alors qu'il cherche à récupérer des documents dans la demeure abandonnée d'Eel Marsh, où résidait sa cliente, il remarque dans le cimetière attenant la présence d'une femme vêtue de noir, et entend des appels à l'aide provenant des marais. Il découvre alors que Nathaniel Humpfrye, le neveu de la propriétaire, s'est noyé dans ces marécages plusieurs années auparavant et que son corps n'a jamais été retrouvé.
Peu après, alors qu'il est de retour au village, une petite fille décède après avoir avalé de la lessive à base de soude : Un accident que les villageois mettent sur le compte de la dame en noir.
En fouillant Eel Marsh House et en examinant les papiers qu'il y a trouvés, Arthur va peu à peu comprendre la vérité : Nathaniel, le petit garçon, fut retiré à sa mère Jennet Humpfrye, la Dame en noir, jugée folle et incapable de s'occuper de lui.
C'est la sœur de celle-ci, Alice Drablow, qui en eut la garde.
Durant des années, Alice empêcha tout contact entre mère et fils, nourrissant la rancœur de la Dame en noir jusqu'à ce que Nathaniel meure dans les marais, laissant Jennet folle de rage et de désespoir.
À bout, celle-ci finit par se pendre dans la chambre de son fils. Depuis, elle hante la maison.
Arthur va d'ailleurs en avoir la preuve à plusieurs reprises, en étant le témoin d'événements étranges ou terrifiants : portes qui s'ouvrent, présence soudaine d'une mystérieuse personne en noir, objets bougeant seuls, apparitions de cadavres d'enfants ou d'esprits, comme une femme qui se pend dans une chambre puis disparaît.
Il constate aussi que chaque fois qu'il voit la Dame en noir, un enfant meurt de façon violente, et il commence à craindre pour la vie de son propre fils qui doit le rejoindre dans quelques jours.
Il se met en tête de ramener le corps du petit Nathaniel enfoui dans le marais et de le remettre à sa mère. Il réussit finalement à le retrouver en utilisant la voiture de Samuel (seul habitant à l'avoir bien accueilli), et dépose le corps du petit garçon sur son lit. Il place les cartes d'anniversaire de Nathaniel autour de celui-ci et actionne les jouets.
Puis la Dame en noir arrive par le couloir et crie (de douleur ?) juste devant le visage d'Arthur. Une fois les retrouvailles accomplies, le corps du petit Nathaniel rejoint le cercueil de sa mère.
Peu de temps après, Samuel et Arthur partent chercher Joseph, le fils de ce dernier à la gare.
Lorsqu'ils arrivent, Arthur demande à la nourrice de son fils de commander trois billets pour Londres mais au moment de quitter Samuel, la dame en noir apparaît. Elle hypnotise Joseph pour qu'il se tue en marchant sur les rails et lorsque Arthur s'en rend compte, un train arrive. Arthur tente de sauver son fils mais ils se font tous les deux percuter.
Quelques minutes après, on voit Arthur et son fils toujours sur les voies, mais il n'y a plus personne sur le quai. Joseph demande à son père : «Qui est cette dame ?», alors Arthur se retourne, aperçoit sa femme et répond à son fils : «C'est ta mère.», puis ils partent tous les trois heureux dans le brouillard.
La dame en noir dans son cercueil fait un mouvement inquiétant dans la dernière scène.

## Fiche technique
- Titre original : The Woman in Black
- Titre français et québécois : La Dame en noir
- Réalisation : James Watkins
- Scénario : Jane Goldman, d'après The Woman in Black : A Ghost Story, 1983 de Susan Hill
- Musique : Marco Beltrami
- Direction artistique : Paul Ghirardani et Kate Grimble
- Décors : Kave Quinn
- Costumes : Keith Madden
- Photographie : Tim Maurice-Jones
- Son : Richard Pryke, Ian Tapp, Andrew Caller
- Montage : Jon Harris
- Production : Richard Jackson, Simon Oakes et Brian Oliver

Production déléguée : Roy Lee, Tobin Armbrust, Neil Dunn, Guy East, Xavier Marchand, Marc Schipper, Nigel Sinclair et Tyler Thompson
Direction de production : Wolfgang Hammer
Coproduction : Paul Ritchie, Ben Holden, Todd Thompson et Sean Wheelan
- Sociétés de production[1] :
  - Royaume-Uni : Talisman Productions et British Film Institute, en association avec UK Film Council et Hammer Film Productions
  - États-Unis : avec la participation de CBS Films et Cross Creek Pictures, en association avec Exclusive Media Group
  - Canada : avec la participation et en association de Alliance Vivafilm
  - Suède : en coproduction avec Film i Väst et Filmgate Films
- Sociétés de distribution : 
  - Royaume-Uni : Momentum Pictures
  - États-Unis : CBS Films Distribution
  - Canada : Alliance Vivafilm
  - Suède : Svensk Filmindustri
  - France : Metropolitan Filmexport
  - Belgique : Kinepolis Film Distribution
  - Suisse : Ascot Elite Entertainment Group
- Budget : 13 millions de $ (sur JP Box)[2] ; 15 millions de $ (sur Numbers)[3] ; 17 millions de $ (estimation) (sur imdb)[4]
- Pays d’origine :  Royaume-Uni,  Canada,  États-Unis,  Suède
- Langue originale : anglais
- Format[5] : couleur (DeLuxe) - 35 mm / D-Cinema - 2,35:1 (Cinémascope) - son Dolby Digital | Datasat | SDDS
- Genre : épouvante-horreur, thriller, fantastique, drame
- Durée : 95 minutes
- Dates de sortie[6] :
  - Royaume-Uni : 24 janvier 2012 (Royal Festival Hall) ; 10 février 2012 (sortie nationale)
  - États-Unis, Québec[7] : 3 février 2012
  - Suède : 4 février 2012 (Festival international du film de Göteborg) ; 27 avril 2012 (sortie nationale)
  - France, Belgique, Suisse romande[8] : 14 mars 2012
- Classification[9] :
  - Royaume-Uni : les enfants de moins de 12 ans doivent être accompagnés d'un adulte (12A - Suitable for 12 years and over) (Version censurée).
  - Royaume-Uni : interdit aux moins de 15 ans (15 - Suitable only for 15 years and over) (Version non censurée).
  - Canada (Ontario) : les enfants de moins de 14 ans doivent être accompagnées d'un adulte (14A - 14 Accompaniment).
  - Québec : 13 ans et plus (13+ / 13 years and over)[7].
  - États-Unis : accord parental recommandé, film déconseillé aux moins de 13 ans (certificat #47187) (PG-13 - Parents Strongly Cautioned)[Note 1].
  - Suède : aucun classement approuvé et aucune personne de moins de 15 ans n'est autorisée à voir ce film[10].
  - France : interdit aux moins de 12 ans (visa d'exploitation no 131159)[11],[12].

## Distribution

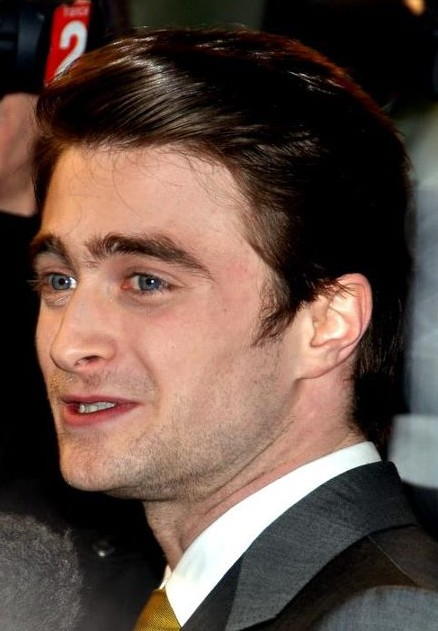
Daniel Radcliffe à l'avant-première parisienne du film.

Source et Légende doublage : VF = Version Française et VQ = Version Québécoise
- Daniel Radcliffe (VF : Kelyan Blanc ; VQ : Émile Mailhiot) : Arthur Kipps
- Ciarán Hinds (VF : Philippe Catoire ; VQ : Marc Bellier) : Samuel Daily
- Janet McTeer (VF : Isabelle Gardien ; VQ : Nathalie Coupal) : Mme Daily, l'épouse de Samuel Daily
- Sophie Stuckey : Stella Kipps, l'épouse d'Arthur Kipps
- Roger Allam (VF : Jean-Yves Chatelais) : M. Bentley
- Liz White (VF : Margot Faure) : Jennet Humpfrye, la Dame en noir et sœur de Alice Drablow
- Mary Stockley (VF : Isabelle Thomas) : Mme Fisher
- Shaun Dooley (VF : Paul Borne) : M. Fisher
- Tim McMullan (VF : Nicolas Marié) : M. Jérôme
- Misha Handley (VF : Gaspard Laurent) : Joseph Kipps, le fils d'Arthur Kipps
- Sidney Johnston (VF : Théo Benhamour) : Nicholas Daily, le fils décédé de Samuel Daily
- David Burke, PC Collins (VF : Marc Cassot)

## Production

### Développement
Il s'agit de la cinquième adaptation de The Woman in Black après la pièce de théâtre de Stephen Mallatratt en 1987, le téléfilm ITV d'Herbert Wise scénarisé par Nigel Kneale en 1989 et les pièces radiophoniques de la BBC en 1993 et 2004.

### Tournage
Le tournage a débuté officiellement le 26 septembre 2010. Le lendemain, Daniel Radcliffe a été photographié en costume noir juste à l'extérieur de Peterborough.

### Musique
La bande originale du film a été réalisée par le compositeur Américain Marco Beltrami. Tout comme le film, la BO reçut un accueil positif et fut éditée dès le 12 mars 2012 par Silva Screen Records,.
Toute la musique est composée par Marco Beltrami.
| 1.    | Tea for Three Plus One       | 1:40 |
| 2.    | The Woman in Black           | 1:56 |
| 3.    | Crossing the Causeway        | 2:24 |
| 4.    | Bills Past Due               | 1:22 |
| 5.    | Voices in the Mist           | 2:00 |
| 6.    | Journey North                | 2:56 |
| 7.    | Cellar Eye                   | 2:49 |
| 8.    | First Death                  | 2:00 |
| 9.    | The Attic Room               | 1:56 |
| 10.   | The Door Opens               | 1:46 |
| 11.   | Fireside                     | 2:30 |
| 12.   | You Could Have Saved Him     | 2:58 |
| 13.   | Crazy Writing                | 2:16 |
| 14.   | In the Graveyard             | 2:56 |
| 15.   | Elisabeth's Vision           | 3:40 |
| 16.   | Into the Fire                | 3:57 |
| 17.   | Jennet's Letters             | 2:12 |
| 18.   | Race to the Marsh            | 2:11 |
| 19.   | Rising From the Mud          | 3:13 |
| 20.   | Summoning the Woman in Black | 4:27 |
| 21.   | Reunion                      | 1:42 |
| 22.   | Arthur's Theme               | 2:46 |
| 55:24 |                              |      |

## Accueil

### Accueil critique
La Dame en Noir reçoit en majorité des critiques positives. L'agrégateur Rotten Tomatoes rapporte que 65 % des 164 critiques ont donné un avis positif sur le film, avec une moyenne passable de 6/10 . L'agrégateur Metacritic donne une note de 62 sur 100 indiquant des « critiques positives » .

### Box-office
Sorti sur environ 2 855 écrans nord-américains le 3 février 2012, La Dame en Noir recouvre son investissement de 17 000 000 de dollars en un seul week-end et est classé 2e derrière Chronicle. Il franchit les 100 000 000 de dollars de recettes à la mi-mars de cette même année.
| Pays ou région    | Box-office      | Date d'arrêt du box-office | Nombre de semaines |
| ----------------- | --------------- | -------------------------- | ------------------ |
| États-Unis Canada | 54 333 290 $    | 3 mai 2012                 | 6                  |
| Mondial           | 128 955 898 $   | 22 avril 2012              | 11                 |
| France            | 481 362 entrées | 2 mai 2012                 | 8                  |

## Distinctions
Entre 2012 et 2013, La Dame en noir a été sélectionné 19 fois dans diverses catégories et a remporté 5 récompenses.

### Récompenses
- Prix de la bande-annonce d'or 2012 : Prix de la bande-annonce d’or du Meilleur montage sonore décerné à CBS Films et Buddha Jones.
- Prix Fright Meter (Fright Meter Awards) 2012 : Prix Fright Meter de la Meilleure photographie décerné à Tim Maurice-Jones.
- BloodGuts UK Horror Awards 2013 : BloodGuts UK Horror Award du Meilleur acteur décerné à Daniel Radcliffe.
- Prix Empire 2013 : Prix Empire du Meilleur film d'horreur.
- Société Américaine des Compositeurs, Auteurs et Éditeurs de Musique 2013 :
  - Prix ASCAP des Meilleurs films au box-office décerné à Marco Beltrami.

### Nominations
- Prix Bram-Stoker 2012 : Meilleur scénario pour Jane Goldman.
- Prix de la bande-annonce d'or 2012 :
  - Meilleure bande-annonce d'un film d'horreur pour CBS Films et Buddha Jones,
  - Meilleure affiche de cinéma pour CBS Films.
- Prix Fright Meter (Fright Meter Awards) 2012 :
  - Meilleur acteur pour Daniel Radcliffe,
  - Meilleur compositeur pour Marco Beltrami.
- Prix IGN du cinéma d'été (IGN Summer Movie Awards) 2012 : Meilleur film d'horreur.
- Prix Rondo Hatton horreur classique (Rondo Hatton Classic Horror Awards) 2012 : Meilleur film pour James Watkins.
- Prix Schmoes d'or (Golden Schmoes Awards) 2012 : Meilleur film d'horreur de l'année.
- Académie des films de science-fiction, fantastique et d'horreur - Prix Saturn 2013 : Meilleur film d'horreur / thriller.
- Prix du cinéma et de la télévision irlandais 2013 : Meilleur acteur dans un second rôle pour Ciarán Hinds.
- Prix Empire 2013 : Meilleur film britannique.
- Prix Fangoria Chainsaw 2013 :
  - Meilleur film à large diffusion,
  - Meilleur acteur pour Daniel Radcliffe,
  - Meilleur compositeur pour Marco Beltrami.

## Note
Ce film est interdit dans certain pays en raison des manipulations au suicide sur mineurs.